# Andrej Ivanovič Jerjomenko
Andrej Ivanovič Jerjomenko (rusko Андре́й Ива́нович Ерёменко, ukrajinsko Андрій Іванович Єрьоменко), sovjetski vojaški častnik, * 14. oktober 1892, Markovka, Harkovska gubernija, Ruski imperij (danes  Markivka, Ukrajina) † 19. november 1970, Moskva, Rusija.

## Življenjepis
Leta 1918 se je pridružil Rdeči armadi Leta 1939 je postal poveljnik polka. Leta 1935 je diplomiral na Vojaški akademiji Frunzeja in leta 1937 je postal poveljnik divizije, leta 1938 pa 6. korpusa. 17. septembra 1939 je zasedel vzhodno Poljsko skladno s sporazumom Molotov-Ribbentrop. Kljub pomanjkanju goriva se je njegov korpus še vedno premikal naprej in tako si je prislužil vzdevek »Ruski Guderian«.
Ko je izbruhnila operacija Barbarossa je služil kot poveljnik prestižne 1. armade v vzhodni Sibiriji. Osem dni po začetku invazije so Jerjomenka poklicali v Moskvo in ga postavili za vršilca dolžnosti poveljnika Zahodne fronte, dva dni za tem ko so s tega mesta odstavili generala Dmitrija Grigorjeviča Pavlova (pozneje obsojen in usmrčen). Jerjomenka so postavili na zelo nevarno mesto. Nacistični blitzkrieg je dominiral na Zahodni fronti, a Jerjomenku je uspelo motivirati preostale enote in nemško ofenzivo so ustavili tik pred Smolenskom. V bitki za Smolensk je bil Jerjomenko ranjen in bil je premeščen na mesto poveljnika novoustanovljene Brjanske fronte. 13. oktobra je bil ranjen še enkrat, tokrat hudo in premeščen je bil v bolnišnico v Moskvi. Januarja 1942 je postal poveljnik 4. udarne armade, ki je bila v sovjetski zimski protiofenzivi zelo uspešna in Stalin si je povrnil zaupanje v Jerjomenka. 1. avgusta 1942 je postal poveljnik Jugovzhodne fronte in skupaj z Nikito Hruščevom je načrtoval obrambo Stalingrada. 11. marca 1955 je Jerjomenko s še petimi opaznimi poveljniki prejel čin maršal Sovjetske  zveze.